# Fox Corporation
Fox Corporation (stilizată cu majuscule ca FOX Corporation) este o companie americană multinațională de mass media cu sediul la 1211 Avenue of the Americas în New York City. Încorporată în Delaware, a fondată pe 19 martie 2019 în urma achiziționării lui 21st Century Fox de către The Walt Disney Company, care s-a închis pe 20 martie. Compania este controlată de familia Murdoch printr-un trust de familie  cu cote de proprietate de 39,6 % și de Rupert Murdoch însuși cu efect de aproape 40 %.
Rupert Murdoch este președinte emerit, iar fiul său Lachlan Murdoch ocupă poziția de președinte al consiliului de administrație și director general. Fox Corporation se concentrează în principal pe industriile de televiziune, știri și sport. Activele sale includ Fox Broadcasting Company, Fox Television Stations, Fox News, Fox Business, Fox Sports, Tubi și altele. Compania sa soră sub controlul lui Murdoch, News Corp, deține interesele în ziare de știri și alte active media.
În septembrie 2023, Rupert Murdoch a anunțat că o să demisioneze ca președinte al Fox Corporation, în efect în noiembrie 2023.

## Istorie
Numele Fox Corporation are o istorie bogată, fiind rezultatul mai multor fuziuni și divizări de-a lungul timpului. Fox Film Corporation a fost fondată de William Fox la 1 februarie 1915 și a devenit unul dintre cele mai mari studiouri de film din anii 1920. În 1935, Fox a fuzionat cu compania de producție a lui Darryl F. Zanuck, Twentieth Century Pictures, formând astfel Twentieth Century-Fox Film Corporation.
În 1985, compania a fost cumpărată de magnatul media australian Rupert Murdoch și a fost redenumită 20th Century Fox. În 2019, după achiziționarea 21st Century Fox de către Walt Disney Company, activele rămase care nu au fost achiziționate de Disney au fost separate sub numele de Fox Corporation, care este ceea ce reprezintă astăzi compania.

### Formare
Pe 14 decembrie 2017, The Walt Disney Company a anunțat intenția sa de a achiziționa diviziile cinematografice, de divertisment prin cablu și de difuzare directă prin satelit ale 21st Century Fox, inclusiv 20th Century Fox, pentru suma de 52,4 miliarde de dolari. În urma acestei tranzacții, restul companiei ar fi format o entitate separată denumită "New Fox", care ar fi deținut controlul asupra unor active precum rețeaua de televiziune și stațiile de difuzare ale Fox, Fox News, operațiunile naționale ale Fox Sports și lotul de studiouri 20th Century Fox.
Regula rețelei duble, o politică a FCC care interzice fuziunile între rețelele de difuzare de top, ar fi împiedicat Disney, care deține deja ABC, să dețină aceste active în mod legal. Prin urmare, Disney ar fi închiriat lotul de studiouri 20th Century Fox de la New Fox pentru o perioadă de șapte ani.
Rețelele regionale de sport ale Fox au fost, de asemenea, incluse în vânzare, dar au fost ulterior cesionate din ordinul Departamentului de Justiție, pe motiv că combinarea rețelelor regionale Fox cu ESPN, deținută în proporție de 80% de Disney, ar fi făcut ca Disney să devină prea dominant pe piața sporturilor prin cablu.
În mai 2018, s-a confirmat că Lachlan Murdoch, fiul mai mare al lui Rupert Murdoch, va prelua conducerea companiei New Fox. Decizia a fost anunțată după ce a fost raportată o dispută între frații Murdoch cu privire la direcția pe care ar trebui să o ia compania. James Murdoch, fiul cel mai mic al lui Rupert Murdoch, a fost anterior considerat succesorul tatălui său în ceea ce privește conducerea imperiului media al familiei. Cu toate acestea, el a ales să părăsească compania în urma vânzării activelor 21st Century Fox către Disney.
La mijlocul anului 2018, Comcast, compania-mamă a NBCUniversal, a lansat o ofertă rivală pentru activele Fox pe care Disney plănuia să le cumpere, precum și pentru difuzorul britanic Sky plc, o companie în care 21st Century Fox deținea o participație și intenționa să achiziționeze restul.
În iulie 2018, Fox a acceptat o creștere a ofertei Disney la 71,3 miliarde de dolari pentru a respinge oferta contra-licitației din partea Comcast. În ceea ce privește Sky, autoritățile britanice de reglementare au cerut organizarea unei licitații oarbe pentru activele companiei, care a fost câștigată de Comcast.

La 10 octombrie 2018, s-a raportat că, în pregătirea pentru finalizarea iminentă a vânzării, noua structură organizatorică post-fuziune a "New Fox" urma să fie implementată până la 1 ianuarie 2019. Această nouă companie independentă va include posturile de televiziune și stațiile de difuzare ale Fox, Fox News, operațiunile naționale ale Fox Sports și lotul de studiouri 20th Century Fox.
Pe 14 noiembrie 2018, a fost dezvăluit că noua companie independentă va menține numele original Fox, iar Rupert Murdoch și familia sa vor păstra controlul asupra acesteia. În plus, Lachlan Murdoch a fost numit președinte și CEO al Fox Corporation.
La 7 ianuarie 2019, declarația de înregistrare a Fox Corporation a fost depusă de Comisia pentru Valori Mobiliare și Burse din SUA, iar acțiunile sale au început să se tranzacționeze la bursă la 19 martie 2019. Fox Corporation este acum o companie independentă și cotată la bursă, cu o valoare de piață de aproximativ 23 de miliarde de dolari în aprilie 2023.
Pe 11 ianuarie 2019, Fox a declarat într-un dosar de valori mobiliare că nu intenționează să liciteze pentru fostele sale rețele sportive regionale și că acestea vor merge în schimb la un consorțiu condus de Sinclair Broadcast Group. Fox Corporation a continuat să acorde licențe pentru numele FSN acelor posturi până când Sinclair a dezvoltat o nouă marcă, iar rețelele au devenit ulterior cunoscute sub numele de Bally Sports.
Pe 12 martie 2019, Disney a anunțat că vânzarea activelor 21st Century Fox către Disney va fi finalizată până la data de 20 martie 2019.
Pe 19 martie 2019, Fox Corporation a început oficial să se tranzacționeze pe S&P 500, urmând să înlocuiască 21st Century Fox pe indice. La acest moment, politicanul republican și fostul președinte al Camerei, Paul Ryan, s-a alăturat, de asemenea, consiliului de administrație al Fox Corporation.
Conform condițiilor achiziției, Disney va elimina treptat utilizarea mărcii Fox până în 2024. 

### Începutul activității
Fox Corporation a început să funcționeze separat pe 19 martie 2019.  Președintele și CEO-ul Lachlan Murdoch a condus o ședință a primăriei trei zile mai târziu, indicând că acțiunile vor fi emise angajaților corporației pe baza longevității. 
În mai 2019, prin divizia Fox Sports, Fox Corporation a achiziționat un pachet de 4,99% din operatorul canadian de jocuri de noroc online The Stars Group pentru 236 USD. milion. Drept urmare, s-a anunțat și că companiile vor dezvolta în comun produse de pariuri sportive pentru piața din SUA sub branding Fox Bet. 
La începutul lui iulie 2019, Fox Entertainment a anunțat formarea SideCar, cu directori conduși de Gail Berman . SideCar este o unitate de dezvoltare de conținut pentru Fox și alte puncte de vânzare. 
În august 2019, Fox Corporation a achiziționat Credible Labs pentru 397 USD milioane și studioul de animație Bento Box Entertainment pentru 50 de dolari milion.   
Pe 20 aprilie 2020, Fox Corporation a achiziționat serviciul de streaming Tubi pentru 440 USD milion.  
În iunie 2020, SideCar a fost închis de Fox. 
În septembrie 2021, Fox Corporation a achiziționat TMZ de la WarnerMedia într-o afacere în valoare de aproximativ 50 USD milioane de euro, TMZ fiind operat sub divizia Fox Entertainment . 
În decembrie 2021, Fox Corporation a achiziționat studioul de producție de film și televiziune MarVista Entertainment .  
În septembrie 2022, Fox Corporation a anunțat lansarea Fox Entertainment Studios. Aceasta este prima afacere a companiei în producția de televiziune în întregime internă. Studioul a debutat primul său spectacol, Monarch, pe 11 septembrie 2022.  Fox a mai anunțat că Fox Entertainment va reintra în afacerile de distribuție internațională prin lansarea unei unități de vânzări numită Fox Entertainment Global. 

### Renunțarea la fuziunea cu News Corp
La 14 octombrie 2022, s-a anunțat că, sub instrucțiunile lui Rupert Murdoch, a fost înființat un comitet special pentru a explora o potențială fuziune a Fox și News Corp, reunind cele două companii după ce fosta 21st Century Fox a fost filificată de la News Corp în 2013. Această mișcare ar fi marcat o reunire a afacerilor media ale familiei Murdoch.
Cu toate acestea, la 24 ianuarie 2023, s-a anunțat că fuziunea propusă a fost abandonată de către Rupert Murdoch și conducerea celor două companii. Motivele precise pentru abandonarea fuziunii nu au fost făcute publice.

## Administrația corporativă

### Consiliu de administrație
- Rupert Murdoch (Președinte)
- Lachlan Murdoch (Președinte executiv)
- William A. Burck
- Chase Carey
- Anne Dias
- Roland A. Hernandez
- Jacques Nasser
- Paul Ryan

### Conducerea executivă
- Lachlan Murdoch, președinte executiv și director executiv
  - John P. Nallen, Chief Operating Officer
  - Viet D. Dinh, Chief Legal and Policy Officer
    - Jeffrey A. Taylor, vicepreședinte executiv și consilier general
    - Danny O'Brien, vicepreședinte executiv și șef al relațiilor guvernamentale

  - Steve Tomsic, director financiar
    - Gabrielle Brown, Chief Investor Relations Officer și Executive Vice President

  - Michael Biard, Președinte, Operațiuni și Distribuție
  - Paul Cheesbrough, Chief Technology Officer și Președinte Digital
  - Marianne Gambelli, președinte al vânzărilor de publicitate
  - Kevin Lord, vicepreședinte executiv și director de resurse umane
  - Brian Nick, Chief Communications Officer și Executive Vice President
  - Jack Abernethy, director executiv, posturile de televiziune Fox
  - Suzanne Scott, director executiv, Fox News Media
  - Eric Shanks, director executiv și producător executiv, Fox Sports
  - Rob Wade, director executiv, Fox Entertainment

## Active
Din septembrie 2022. 
- Fox Entertainment
  - Compania Fox Broadcasting [48]
    - Fox Acum
    - Dominația animației

  - Bento Box Entertainment [35]
    - Princess Bento Studio
    - Sutikki
    - Bento Box Interactive

  - Fox Alternative Entertainment
  - Studio Ramsay Global
  - TMZ [49]
  - XOF Productions
  - Tubi [37]
  - MarVista Entertainment
  - Fox First Run
  - Studiourile Fox Entertainment
  - Fox Entertainment Global
- Posturi de televiziune Fox [48]
  - 28 de filiale regionale
  - MyNetworkTV
  - Filme! (50% JV cu Weigel Broadcasting )
  - Suflet de vulpe
- Fox News Media [48]
  - Canalul Fox News
  - Afaceri Fox
  - Fox News Radio
  - Discuție Fox News (radio)
  - Națiunea Fox
  - Vremea Vulpei
    - myFoxHurricane.com – un site web legat de vreme. A fost lansat in 2008.

  - Live Now de la Fox, un canal de streaming
- Fox Sports Media Group [48]
  - FS1
  - FS2
  - Fox Deportes (limba spaniolă)
  - Fox Sports Mexico (acord de licențiere a mărcii cu Grupo Laurman)
  - Fox Sports Argentina (acord de licență a mărcii cu Mediapro )
  - Rețeaua Big Ten (61%)
  - Fox Soccer Plus
  - Fox Sports Racing
  - Fox Sports Radio (acord de licență a mărcii cu iHeartMedia / Premiere Networks )
  - Fox Bet
  - Fox Sports Digital Media
    - FoxSports.com

  - Flutter Entertainment (2,6%) [50]
  - OutKick
  - National Spring Football League Enterprises (JV cu Brian Woods)
    - Liga de fotbal a Statelor Unite (2022)
- Laboratoare credibile (67%) [34]
- Studiourile Fox, Los Angeles